# Strangers in the Night (chanson)
Pour les articles homonymes, voir Strangers in the Night.
Clip vidéo
[vidéo] « Frank Sinatra - Strangers In The Night », sur YouTube
Strangers in the Night (deux étrangers dans la nuit, en anglais) est un standard de jazz américain, chanson d'amour composée par Bert Kaempfert, et écrite par Charles Singleton (en) et Eddie Snyder (en). Elle est enregistrée en single par le crooner américain Frank Sinatra, extrait de son album Strangers in the Night (en) de 1966 , un des plus importants succès internationaux et emblématiques de son répertoire.

## Histoire
Ce titre est initialement composé avec succès, en version instrumentale, pour la musique du film D pour danger de 1966, d'Universal Pictures. Frank Sinatra l'enregistre alors avec des paroles sur le thème « d'un coup de foudre amoureux » entre deux inconnus dans la nuit ,, « Des étrangers dans la nuit, deux personnes seules, nous étions des étrangers dans la nuit, jusqu'au moment où nous nous sommes salués pour la première fois, nous en savions peu, l'amour ne nous séparait que d'un regard, ne nous séparait que d'une danse sensuelle, et depuis cette nuit, nous sommes ensemble, amoureux au premier regard, amoureux pour toujours... ». Enregistré chez son label Reprise Records, ce titre est vendu au nombre record de plus de 5 millions d'exemplaires, n°1 des ventes aux États-Unis et dans de nombreux pays du monde.

## Reprises
Ce standard de jazz est repris par de nombreux interprètes dans le monde, dont Line Renaud (Étrangers dans la nuit, de 1966), Tino Rossi, Peggy Lee, Petula Clark, Diana Ross, Marvin Gaye, Shirley Bassey, James Brown, Jimi Hendrix, Nancy Sinatra, Dalida, Julio Iglesias, Richard Clayderman, Dany Brillant (album Histoire d'un amour de 2007), Julien Doré...

## Cinéma, musique de film
- 1966 : D pour danger, de Ronald Neame (Golden Globe de la meilleure chanson originale 1967).
- 1985 : Le téléphone sonne toujours deux fois, de Jean-Pierre Vergne, interprétée par Smaïn.
- 1985 : L'Honneur des Prizzi, de John Huston (En musique de fond pendant le mariage lors du dialogue entre Jack Nicholson et Anjelica Huston).
- 1995 : Les Anges Gardiens, de Jean-Marie Poiré
- 1999 : Eyes Wide Shut, de Stanley Kubrick.

## Quelques distinctions
- Liste des titres musicaux numéro un aux États-Unis en 1966
- Liste des titres musicaux numéro un au Royaume-Uni en 1966
- Liste des titres musicaux numéro un en Allemagne en 1966
- Liste des titres musicaux numéro un en Autriche en 1966
- 1967 : Golden Globe de la meilleure chanson originale, pour le film D pour danger, de 1966
- 1967 : Grammy Award du meilleur chanteur pop, pour Frank Sinatra
- 1967 : Grammy Award de l'enregistrement de l'année
- 1967 : nomination au Grammy Award de la chanson de l'année
- 2001 : 275e des Songs of the Century de la Recording Industry Association of America.